# International Water Association
L'International Water Association (IWA) è una organizzazione non governativa e non-profit che mira a coprire tutti gli aspetti del ciclo integrato dell'acqua. L'organizzazione ha sede a Londra ed opera attraverso un consiglio di amministrazione, un consiglio strategico, e vari gruppi a livello nazionale.

## Scopo
Il gruppo si prefigge il compito di collegare gli operatori ed i professionisti dell'acqua in una rete mondiale per far avanzare la professionalità di aziende e progettisti e per diffondere gli standard e le migliori pratiche della gestione sostenibile delle acque.
In particolare l'associazione è molta attiva sui temi della ricerca perdite, della diffusione degli inquinanti nelle reti, e sull'applicazione dei sistemi di controllo automatico per la gestione delle reti.
L'associazione raccoglie quattro tipologie di soci: singoli, studenti, imprese e gli enti governativi che operano sull'acqua. Sono soci circa 10.000 singoli e oltre 400 tra imprese e enti pubblici. L'IWA ha anche comitati nazionali in circa 80 paesi.
l'IWA coordina numerosi eventi internazionali tra i quali la "Giornata mondiale per il monitoraggio dell'acqua", che mira a creare la consapevolezza e il coinvolgimento del pubblico in materia di protezione delle risorse idriche in tutto il mondo, anche con lo scopo di dare maggiore potere ai cittadini di effettuare il monitoraggio di base delle loro corpi idrici locali.

## Storia
IWA ha le sue radici nella "International Water Supply Association" (IWSA), istituita nel 1947, e l'"International Water Quality Association" (IAWQ), che fu originariamente costituita nel 1965 come "Associazione internazionale per la ricerca Inquinamento". I due gruppi si fusero nel 1999 per formare IWA.